# Catedral de Tromsø
A Catedral de Tromsø  (NORUEGUÊS Tromsø domkirke) é uma catedral luterana localizada no centro da cidade de Tromsø, na Noruega.

Esta igreja foi inaugurada em 1861, e pertence à diocese de Nord-Hålogaland da Igreja da Noruega.

É a única catedral de madeira do país. Foi desenhada pelo arquiteto Christian Grosch em estilo neogótico. Tem a forma de uma cruz com a entrada virada para oeste.

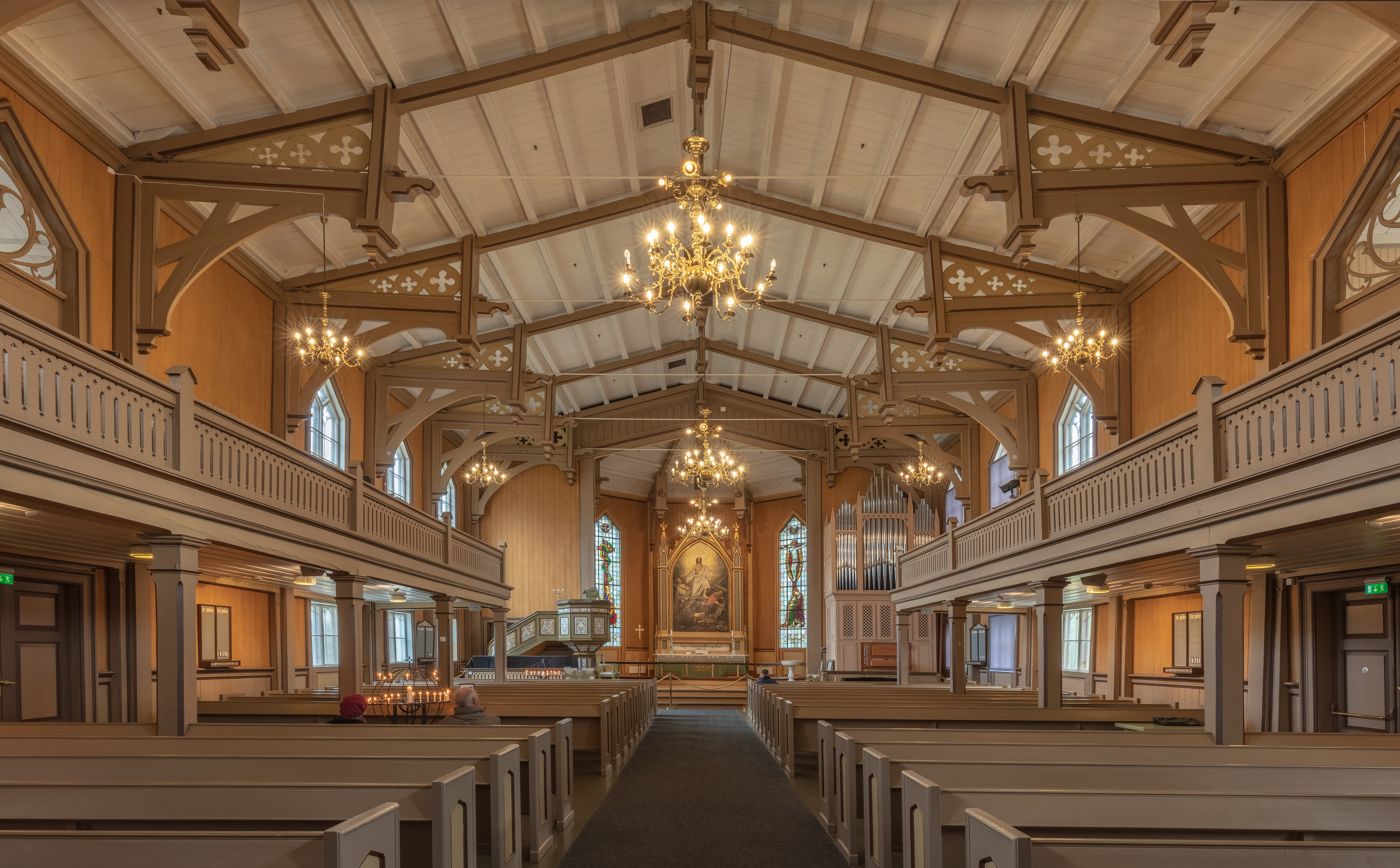
Interior da catedral
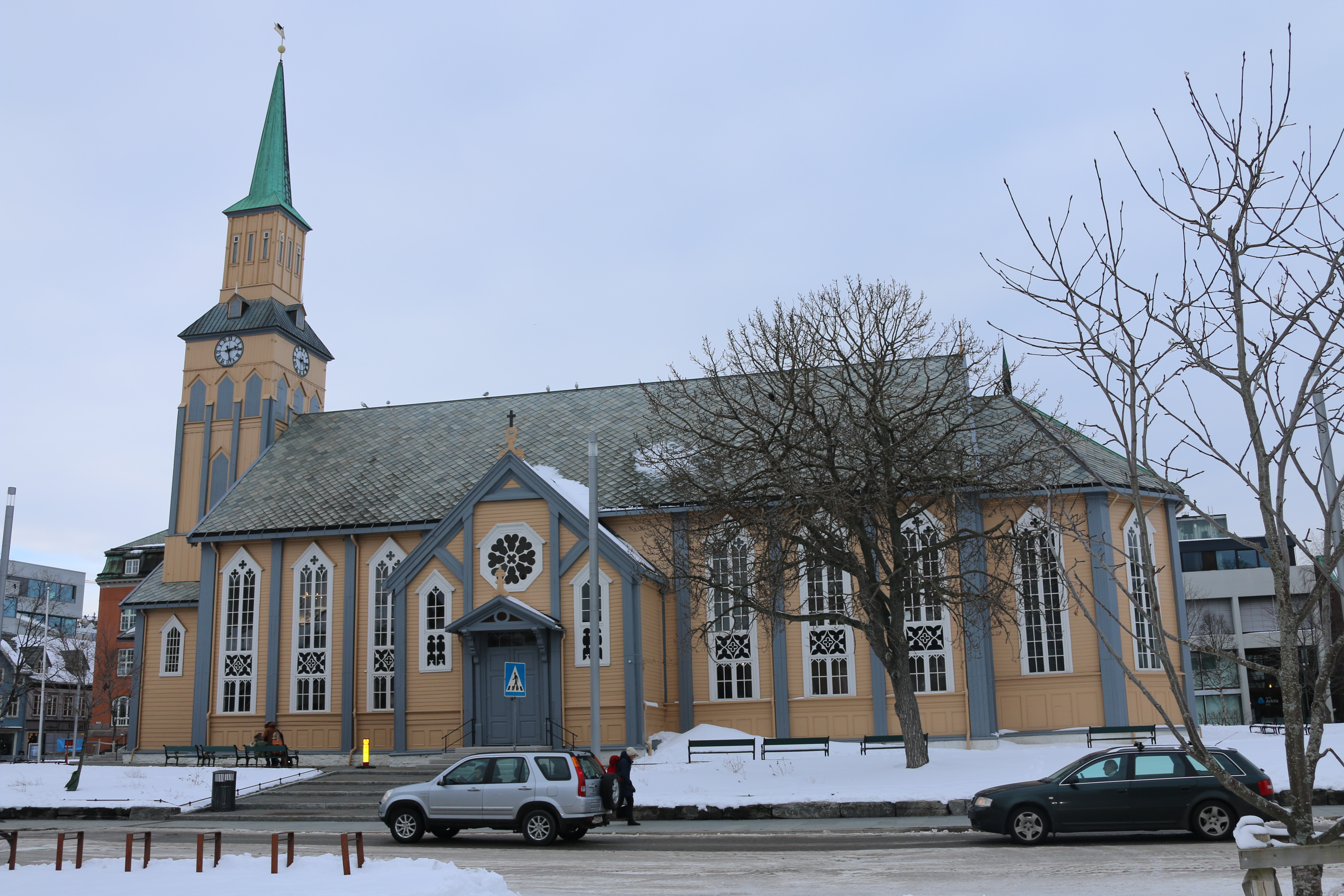
Vista do lado sul